# مایکروسافت سولیتایر
مایکروسافت سولیتایر (به انگلیسی: Microsoft Solitaire) یک بازی رایانه ای است که با مایکروسافت ویندوز توزیع می‌شود. این بازی بر اساس بازی به همین نام است که هم چنین به نام کلون‌دیکه نیز شناخته می‌شود.